# Абу Бакр Мухаммад ар-Рази

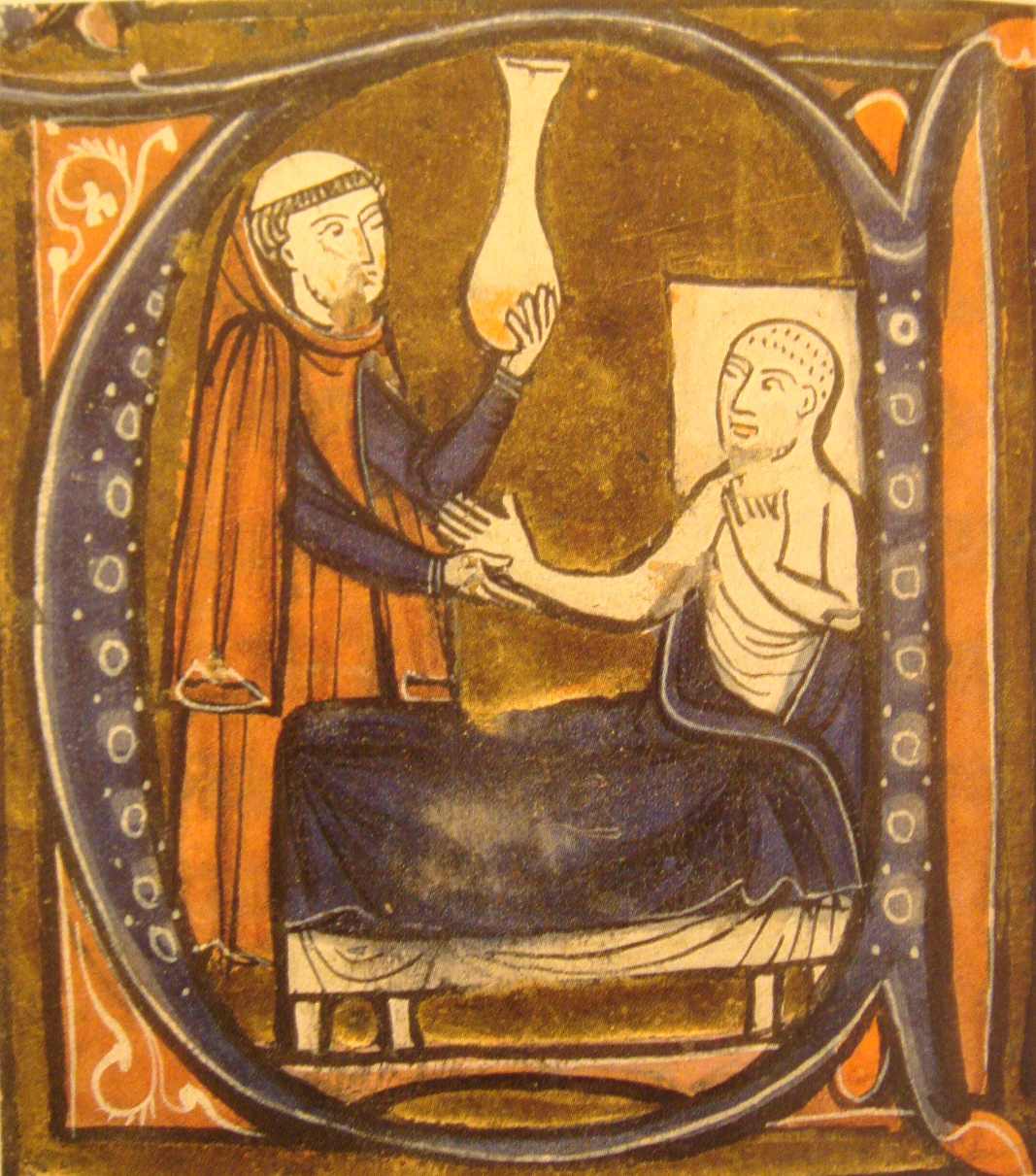
Европейское изображение Ар-Рази в книге Г. Кремонского «Канон врачебной науки» (перевод труда Ибн Сины), 1250—1260

Абу́ Бакр Муха́ммад ибн Закария́ ар-Рази́ (перс. أبو بکر محمد بن زکریای رازي —Abū Bakr Muḥammad ibn Zakariyyāʾ al-Rāzī )(около 865 (символическим днём рождения считается 27 августа, в этот день в Иране празднуется День фармацевта), Рей — около 925, там же) — персидский учёный-энциклопедист, врач, алхимик и философ. Многие сочинения Ар-Рази в дальнейшем были переведены на латинский язык и получили широкую известность и признание среди западноевропейских врачей и алхимиков. В Европе известен под латинизированными именами Разес (Rhazes) и Abubater.

## Биография
Абу Бакр Мухаммад ибн Закария Ар-Рази родился в персидском городе Рее, близ Тегерана. В Персии он получил разностороннее образование и, в частности, изучал философию, метафизику, поэзию и алхимию. Ещё в молодости он начал заниматься опытами облагораживания металлов и поисками «эликсира». В 30-летнем возрасте Ар-Рази отправился в Багдад, где изучал медицину. Вскоре он прославился как весьма искусный врач; руководил клиникой в Рее, затем в Багдаде. Ар-Рази был хорошо знаком с античной наукой, медициной и философией; он оставил труды по философии, этике, теологии, логике, медицине, астрономии, физике и алхимии — всего 184 сочинения, из которых до нас дошло 61; многие труды Ар-Рази были переведены на латинский язык в Европе в X—XIII вв.

## Учение

### Философия
В основе философской концепции Ар-Рази, близкой некоторым разновидностям гностицизма, лежит учение о пяти вечных началах: «творце», «душе», «материи», «времени», «пространстве»; посланный «творцом» «разум» внушает «душе», пленённой «материей», стремление к освобождению; путь к этому — изучение философии. Атомизм Ар-Рази близок атомизму Демокрита; Ар-Рази верил в абсолютное пространство, абсолютное время и признавал множественность миров. Все вещи, по его мнению, состоят из неделимых элементов (атомов) и пустого пространства между ними. Эти элементы вечны, неизменны и обладают определёнными размерами. Свойства веществ, состоящих из четырёх начал Аристотеля, определяются размерами составляющих их атомов и пустот между ними. Величина пустого пространства между атомами самих четырёх начал определяет их естественное движение. Так, вода и земля движутся вниз, в то время как огонь и воздух — вверх.
В этике Ар-Рази выступал против аскетизма, призывал к активной общественной жизни, считая образцом Сократа. Ар-Рази критиковал все существовавшие в его время религии: истина — едина, религий — множество, следовательно, все религии ложны. Источником истины, по мнению Ар-Рази, должны стать книги философов и учёных, а не Священное Писание. Антиклерикальные высказывания Ар-Рази вызвали яростную критику со стороны мусульманских мыслителей X—XI веков, в частности Аль-Фараби.

### Алхимия и ятрохимия
Среди алхимических сочинений Ар-Рази наиболее известны «Книга тайн» и «Книга тайны тайн». Ар-Рази, очевидно, хорошо знал труды греческих философов и произведения александрийских алхимиков; он изучил и оригинальные сочинения арабских авторов VIII и IX веков.
Целью алхимии, по мнению Ар-Рази, является трансмутация металлов при помощи «эликсира», осуществляемая через операцию получения «основы» металла. Кроме того, алхимия должна заниматься получением драгоценных камней из «обычных» (кварца и стекла). Основными элементами (принципами), составляющими металлы, Ар-Рази, следуя Джабиру, считал Ртуть и Серу, однако он добавлял к ним ещё третий принцип — «Соль». Это представление о составе металлов получило в дальнейшем широкое распространение в европейской алхимической литературе.
В своих сочинениях Ар-Рази описал различные химические аппараты и приборы и химические операции. В «Книге тайн» он разбил весь материал алхимии на три основных раздела:
1. Познание вещества
2. Познание приборов
3. Познание операций.

Ар-Рази впервые в истории химии предпринял попытку классифицировать все известные ему вещества. Он разделил их на три больших класса:
1. землистые (минеральные) вещества,
2. растительные вещества,
3. животные вещества

Минеральные вещества Ар-Рази, в свою очередь, разделил на шесть групп:
- «духи» (спирты, летучие вещества); к этой группе он относил ртуть, нашатырь, аурипигмент или реальгар, и серу;
- «тела» (то есть металлы), всего их семь: золото, серебро, медь, железо, олово, свинец, и «харасин» (вероятно, цинк);
- «камни», тринадцать видов: марказит, марганцовая руда, бурый железняк, галмей, ляпис-лазурь, малахит, бирюза, красный железняк, белый мышьяк, сернистый свинец и сернистая сурьма, слюда, гипс и стекло;
- купоросы, шесть видов: чёрный купорос, квасцы, белый купорос, зелёный купорос, жёлтый, красный;
- «бораки», шесть видов: хлебная бура (вероятно, поташ), натрон, бура ювелиров, «тинкар» (род мыла, применявшегося при пайке металлов), зараванская бура, арабская бура;
- «соли», одиннадцать видов: хорошая соль (поваренная), горькая (возможно, мирабилит или английская), каменная, белая, нефтяная, индийская, китайская соль, поташ, соль мочи, известь и соль золы.

Растительные вещества Ар-Рази не перечислял, упоминая лишь о том, что они редко употребляются. Из животных веществ он выделял десять: волосы, кости черепа, мозг, жёлчь, кровь, молоко, моча, яйца, раковины и рог.
Среди аппаратов и приборов, описанных в сочинениях Ар-Рази, фигурируют, в частности, кубки, колбы, тазы, стеклянные блюдца для кристаллизации, кувшины, кастрюли, горелки, нефтяные лампы, жаровни и печи (атанор), печи для плавки, напильники, шпатели, ковши, ножницы, молотки, щипцы, песчаные и водяные бани, фильтры из тканей и шерсти, алембики (перегонные кубы), воронки, ступки с пестиками, сита металлические, волосяные и шёлковые и другие приборы и принадлежности.
Ар-Рази описал и различные химические операции, в частности плавление тел, декантацию, фильтрование, дигерирование (настаивание при повышенной температуре), дистилляцию, сублимацию, амальгамирование, растворение, коагуляцию (сгущение).

### Медицина
Основные работы Ар-Рази по медицине — книга «Аль-хави» («Всеобъемлющая книга по медицине») и 10-томная «Медицинская книга, посвящённая Мансуру» — своеобразные медицинские энциклопедии на арабском языке. Будучи переведёнными на латинский язык, они в течение нескольких столетий служили руководством для врачей. Ар-Рази также составил наставления по сооружению больниц и выбору места для них, написал труды о значении специализации врачей («Один врач не может лечить все болезни»), о медицинской помощи и самопомощи для неимущего населения («Медицина для тех, у кого нет врача») и др.
Ар-Рази одним из первых высказал предположение об инфекционной природе некоторых заболеваний. В труде «Об оспе и кори» он дал классическое описание этих болезней, особо отметив невосприимчивость к повторному заболеванию; применял оспопрививание для предотвращения заболевания. Ар-Рази ввёл в медицинскую практику составление истории болезни для каждого больного, использование гипсовой повязки для иммобилизации конечности при переломах. Одним из первых начал применять вату при перевязках и кетгут при сшивании ран; описал специальный инструмент для извлечения инородных тел из глотки.

### Математика и астрономия
Ар-Рази был сторонником математического атомизма, учение о котором было изложено им в «Книге о времени и пространстве». Он написал также «Трактат о том, что факт несоизмеримости диагонали квадрата со стороной не относится к геометрии».
Известен также ряд трактатов Ар-Рази о сферической природе Земли, звёзд и космоса в целом.

## Память

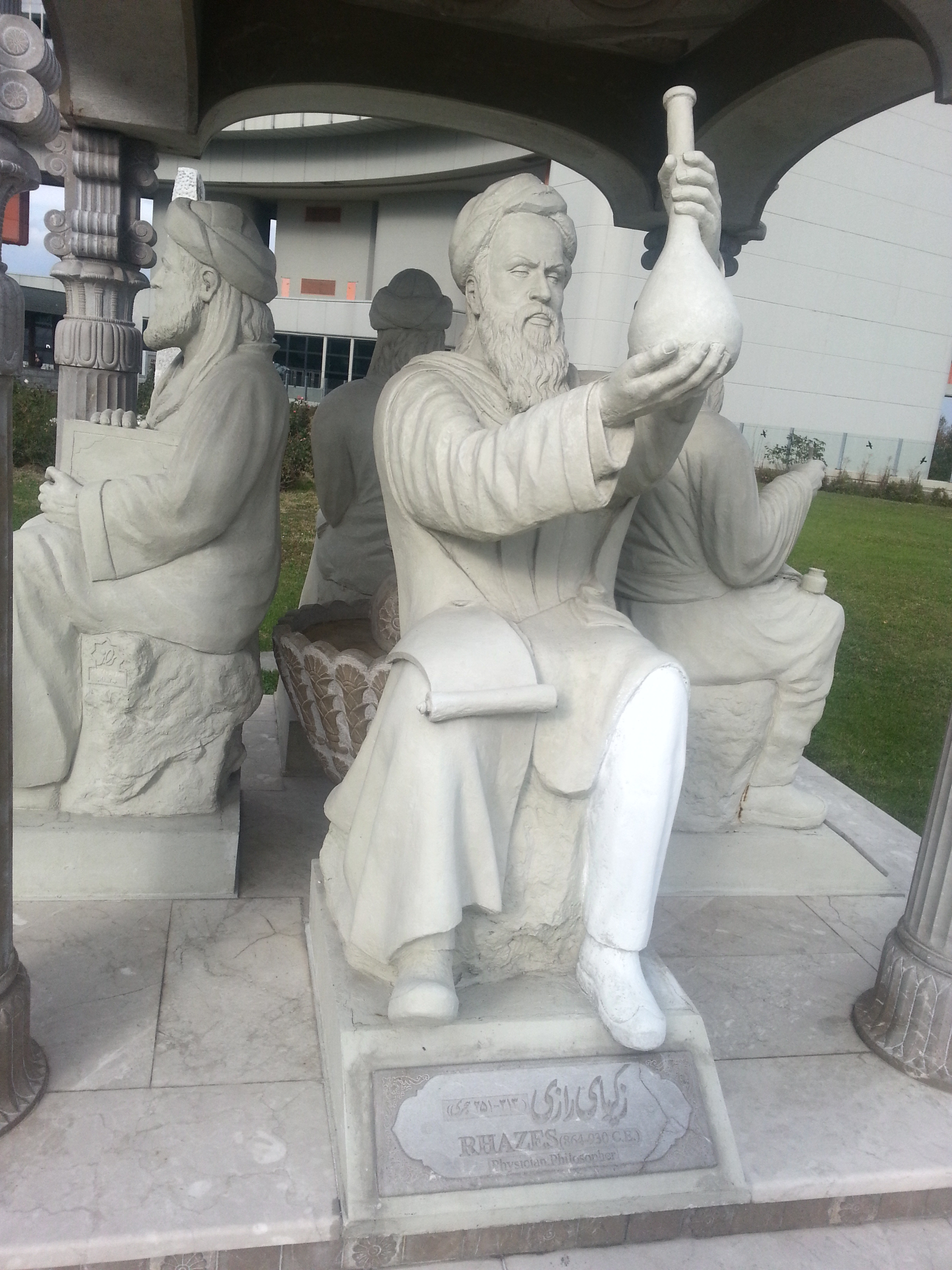
Статуя Закарии Рази в составе Павильона персидских учёных перед офисом ООН в Вене, Австрия

- В июне 2009 года Иран подарил отделу Организации Объединённых Наций в Вене (Австрия) Павильон персидских учёных, размещённый на центральной площади Мемориала Венского международного центра. Павильон персидских учёных включает в себя статуи четырёх известных учёных: Авиценны, Бируни, Закарии Рази (Рейз), Омара Хайяма[5]